# Parennes
Parennes est une commune française, située dans le département de la Sarthe en région Pays de la Loire, peuplée de 449 habitants.
La commune fait partie de la province historique du Maine.

## Géographie

### Localisation
| Rouessé-Vassé                      | Rouessé-Vassé    | Rouez  |
| Torcé-Viviers-en-Charnie (Mayenne) | Parennes         | Rouez  |
| Neuvillette-en-Charnie             | Saint-Symphorien | Tennie |

### Climat
Pour des articles plus généraux, voir Climat des Pays de la Loire et Climat de la Sarthe.
En 2010, le climat de la commune est de type climat océanique altéré, selon une étude du CNRS s'appuyant sur une série de données couvrant la période 1971-2000. En 2020, Météo-France publie une typologie des climats de la France métropolitaine dans laquelle la commune est exposée à un climat océanique et est dans la région climatique  Moyenne vallée de la Loire, caractérisée par une bonne insolation (1 850 h/an) et un été peu pluvieux. 
Pour la période 1971-2000, la température annuelle moyenne est de 10,9 °C, avec une amplitude thermique annuelle de 14,1 °C. Le cumul annuel moyen de précipitations est de 780 mm, avec 12,5 jours de précipitations en janvier et 7,1 jours en juillet. Pour la période 1991-2020, la température moyenne annuelle observée sur la station météorologique de Météo-France la plus proche, sur la commune de Rouessé-Vassé à 5 km à vol d'oiseau, est de 11,7 °C et le cumul annuel moyen de précipitations est de 806,9 mm,. Pour l'avenir, les paramètres climatiques de la commune estimés pour 2050 selon différents scénarios d'émission de gaz à effet de serre sont consultables sur un site dédié publié par Météo-France en novembre 2022.

## Urbanisme

### Typologie
Au 1er janvier 2024, Parennes est catégorisée commune rurale à habitat dispersé, selon la nouvelle grille communale de densité à sept niveaux définie par l'Insee en 2022.
Elle est située hors unité urbaine. Par ailleurs la commune fait partie de l'aire d'attraction de Sillé-le-Guillaume, dont elle est une commune de la couronne,. Cette aire, qui regroupe 5 communes, est catégorisée dans les aires de moins de 50 000 habitants,.

### Occupation des sols
L'occupation des sols de la commune, telle qu'elle ressort de la base de données européenne d’occupation biophysique des sols Corine Land Cover (CLC), est marquée par l'importance des territoires agricoles (93,2 % en 2018), une proportion identique à celle de 1990 (93,2 %). La répartition détaillée en 2018 est la suivante : 
prairies (58,1 %), terres arables (29,9 %), zones agricoles hétérogènes (5,2 %), forêts (4,9 %), zones urbanisées (1,9 %). L'évolution de l’occupation des sols de la commune et de ses infrastructures peut être observée sur les différentes représentations cartographiques du territoire : la carte de Cassini (XVIIIe siècle), la carte d'état-major (1820-1866) et les cartes ou photos aériennes de l'IGN pour la période actuelle (1950 à aujourd'hui).

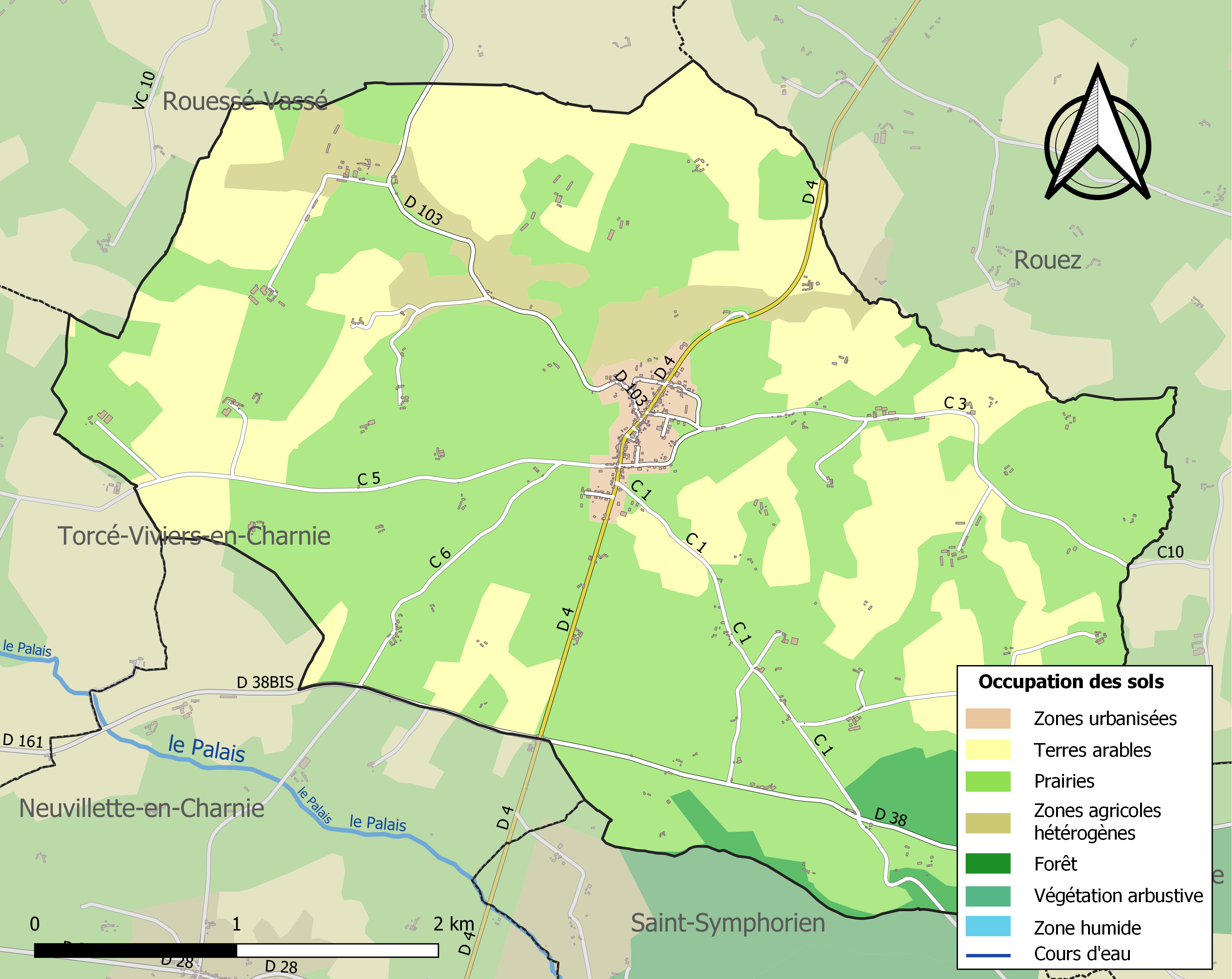
Carte des infrastructures et de l'occupation des sols de la commune en 2018 (CLC).

## Toponymie
Le nom de la localité est attesté sous la forme Parennis en 1067 et 1078. Selon Charles Rostaing, il serait issu de l'anthroponyme latin Parennius.
Le gentilé est Parennais.

## Histoire
À l'époque médiévale, la paroisse de Parennes, appelée Paranne, dépend en partie d'Hubert Riboul, Ce dernier donne vers 1170 une ancienne maison et des terres à l'abbaye cistercienne de Bellebranche. Toutefois, dans ce village, la collégiale Saint-Pierre-la-Cour, au Mans possède déjà des biens. Un conflit va survenir à cause du règlement des dîmes. En 1214, les Cisterciens vendent à un particulier leurs biens, mais gardent une rente sur ces derniers,.

## Politique et administration
| Période                                  | Période   | Identité                | Étiquette | Qualité                 |
| ---------------------------------------- | --------- | ----------------------- | --------- | ----------------------- |
| années 1970                              |           | Louis Leguy             |           |                         |
| juin 1995                                | mars 2014 | Jackie Moreau           | SE        | Commerçant artisan      |
| mars 2014,                               | mars 2025 | Nathalie Pasquier-Jenny | SE        | Technicienne logistique |
| mars 2025                                | En cours  | Dominique Brosse        |           |                         |
| Les données manquantes sont à compléter. |           |                         |           |                         |

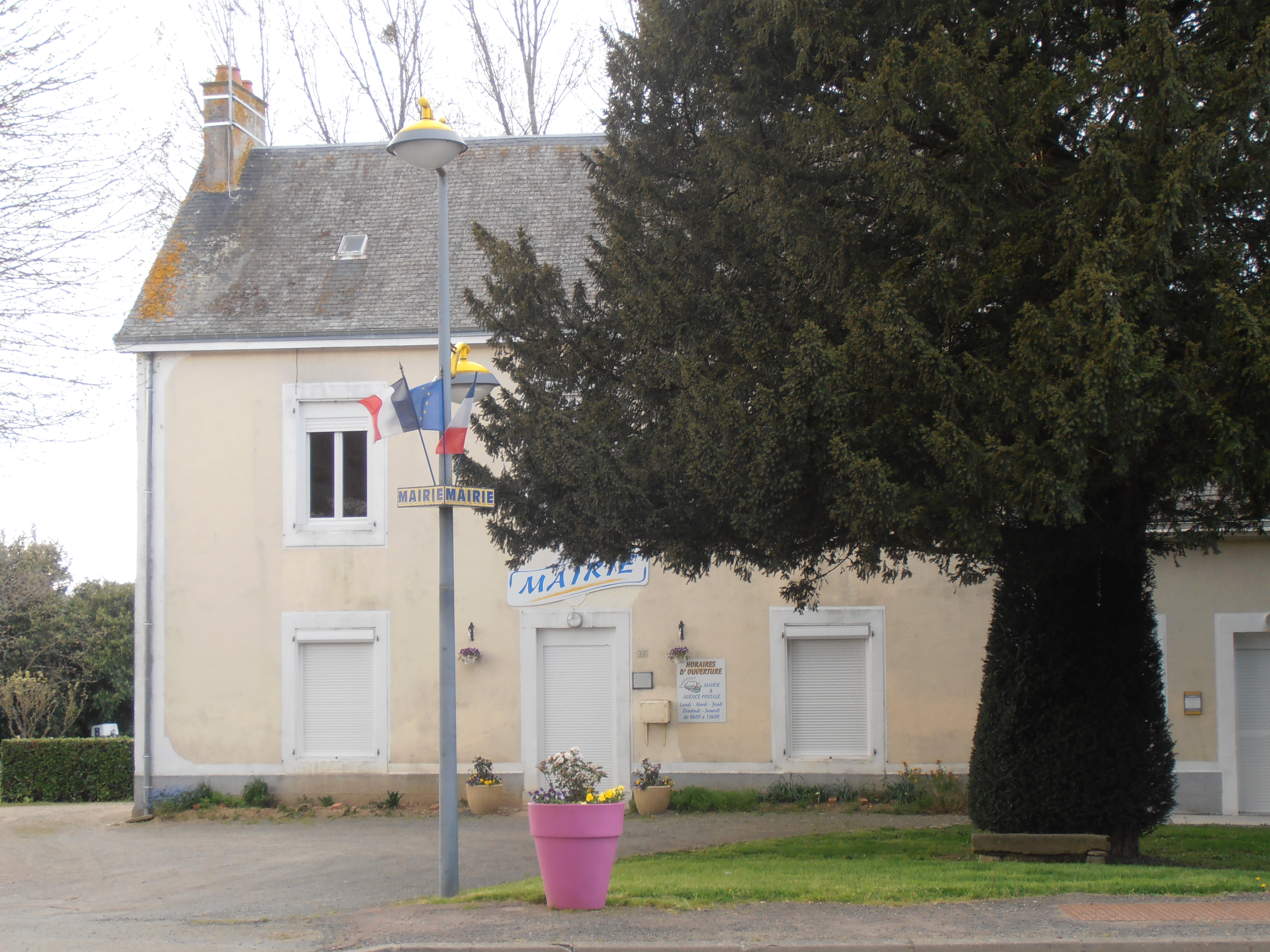
La mairie.

Le conseil municipal est composé de quinze membres dont le maire et deux adjoints.

## Population et société

### Démographie
L'évolution du nombre d'habitants est connue à travers les recensements de la population effectués dans la commune depuis 1793. Pour les communes de moins de 10 000 habitants, une enquête de recensement portant sur toute la population est réalisée tous les cinq ans, les populations de référence des années intermédiaires étant quant à elles estimées par interpolation ou extrapolation. Pour la commune, le premier recensement exhaustif entrant dans le cadre du nouveau dispositif a été réalisé en 2004.
En 2022, la commune comptait 449 habitants, en évolution de −14,64 % par rapport à 2016 (Sarthe : −0,25 %, France hors Mayotte : +2,11 %).
Parennes a compté jusqu'à 1 189 habitants en 1841.
| 1793 | 1800 | 1806 | 1821 | 1831 | 1836  | 1841  | 1846  | 1851  |
| ---- | ---- | ---- | ---- | ---- | ----- | ----- | ----- | ----- |
| 826  | 705  | 650  | 690  | 956  | 1 016 | 1 189 | 1 103 | 1 106 |

| 1856  | 1861  | 1866  | 1872  | 1876  | 1881  | 1886 | 1891 | 1896 |
| ----- | ----- | ----- | ----- | ----- | ----- | ---- | ---- | ---- |
| 1 092 | 1 160 | 1 176 | 1 017 | 1 012 | 1 094 | 961  | 934  | 865  |

| 1901 | 1906 | 1911 | 1921 | 1926 | 1931 | 1936 | 1946 | 1954 |
| ---- | ---- | ---- | ---- | ---- | ---- | ---- | ---- | ---- |
| 854  | 851  | 785  | 708  | 700  | 637  | 653  | 626  | 584  |

| 1962 | 1968 | 1975 | 1982 | 1990 | 1999 | 2004 | 2006 | 2009 |
| ---- | ---- | ---- | ---- | ---- | ---- | ---- | ---- | ---- |
| 573  | 491  | 467  | 439  | 431  | 415  | 499  | 539  | 551  |

| 2014 | 2019 | 2022 | - | - | - | - | - | - |
| ---- | ---- | ---- | - | - | - | - | - | - |
| 527  | 472  | 449  | - | - | - | - | - | - |

### Manifestations culturelles et festivités
Le comité des fêtes de Parennes organise des manifestations, des lotos ainsi qu'une assemblée chaque année.

### Sports et loisirs
En août 2010, un club de football Les grenadines de Parennes est créée. L'Amicale sportive de Parennes fait évoluer une équipe de football en division de district.

## Culture locale et patrimoine

### Lieux et monuments
- Église Saint-Martin.
- Château de Courtemanche.

### Personnalités liées à la commune
- Docteur Auguste Chaillou (1866 à Parennes - 1915), collaborateur de Louis Pasteur et d'Émile Roux, dans la découverte du sérum antidiphtérique. Mort au champ d'honneur à la bataille de Vauquois.
- Christian Vélot (1964 à Parennes), docteur en biologie et maître de conférences.